# Mrs W. H. Foley
Catherine Huggins, allmänt känd i historien under sitt artistnamn Mrs W. H. Foley, född 2 januari 1821 Louth, Lincolnshire i England, död 4 mars 1887 i Napier, var en skådespelare, sångare och teaterdirektör, verksam i Nya Zeeland mellan 1855 och 1866. Hon betraktas som en av de främsta teaterpionjärerna i Nya Zeeland och som dess första stjärna.

## Biografi
På grund av sin nomadiska livsstil och att hon använde flera olika namn under sitt liv, var hennes identitet länge okänd, och hon var länge känd i historien endast under artistnamnet Mrs W. H. Foley. Hon var dotter till aktörsparet Frances Pierce och Benjamin Edwin Huggins, och gifte sig 1845 med kemisten Daniel Caparn, med vilken hon emigrerade till Tasmanien. Hon lämnade sin make 1849 och reste till Kalifornien, där hon mötte och gifte sig med cirkusdirektören William Foley i San Francisco.
Paret Foley uppträdde i Hawaii 1851–1852, och därefter i Australien. Den 13 september 1855 anlände paret Foley till Nya Zeeland i spetsen för hennes makes cirkus, Victoria Circus.
Mrs W. H. Foley uppträdde först i makens cirkus, men började snart uppföra teaterpjäser inför betalande publik i Auckland tillsammans med en grupp amatöraktörer ledda av George Buckingham. 1856 grundade maken Theatre Royal och anlitade en grupp professionella skådespelare från Sydney i Australien. Föreställningarna blev enormt populära, och samma år började Foley turnera i Nya Zeeland med teatergruppen. Efter sin separation från maken 1857 ledde hon teatern själv. Hennes främste motspelare var Vernon Webster (Lowten Lowten), med vilken hon inledde ett förhållande och delade teatern. Sällskapet blev den första varaktiga teatern i Nya Zeeland och turnerade runt kolonin fram till 1866. De framförde både farser, revyer och Shakespeare, sång och taldramatik. Foley beskrivs som en mycket mångsidig artist och räknas som Nya Zeelands första stjärna. Under 1860-talet började rivaliserande teatersällskap turnera på Nya Zeeland och 1866 hölls sällskapets sista föreställning. Foley och Lowten och deras sällskap reste då till Chile vid Guam, men misslyckades med sin teaterverksamhet där och lämnade landet 1868. Fem år senare levde de i Liverpool där Lowten försörjde sig i spritbranschen: paret gifte sig 1882 trots att i varje fall Foleys andre make fortfarande var vid liv.
Part Lowton återvände till Nya Zeeland 1884 och höll då en sista föreställning, men försvann sedan ur offentligheten. De tog sedan över ett hotell i Napier under sina privata namn.